# Peucedanum ostruthium
Peucedanum ostruthium — вид рослин з родини окружкових (Apiaceae), поширений у Європі від Іспанії до Польщі.

## Опис
Багаторічна трава з прямим порожнистим стеблом, якщо розгалужена, лише у верхній частині, зростає до 1 м у висоту. Листки двічі перисті, зубчасті на краях. Нижнє листя довгочерешкове, 30 см завдовжки. Верхнє стеблове листя сидяче. Квіти білі, іноді рожеві. Плоди максимального розміру 5 мм мають 3 визначні ребра з характерними бічними крилами.

## Поширення
Поширений у південній і центральній Європі; натуралізований: Данія, Норвегія, Швеція, Велика Британія, Бельгія, Білорусь.
Населяє гірські та прибалтійські регіони Європи. Зростає на узліссях, уздовж узбіччя, вздовж струмків та рудеральних ділянок.